# Surexposée
Surexposée ou Images troublantes au Québec (Exposed), est un téléfilm canadien réalisé par Philippe Gagnon, diffusé en 2011.

## Synopsis
Emily Benett est professeur dans un lycée. Un jour, des photos d'elle dénudées circulent sur le site du lycée. Tandis qu'Emily est la proie d'un prédateur sexuel, une jeune femme est enfermée dans une cave du lycée.
Emily travaille aussi sur un projet impliquant des actionnaires. Andrew, Justin et Warren l'accompagnent dans ce projet. C'est à partir de ce projet que tout va commencer.

## Fiche technique
- Titre original : Exposed
- Titre français : Surexposée
- Titre québécois : Images troublantes
- Réalisation : Philippe Gagnon
- Scénario : Don MacLeod et Helen Frost
- Photographie : Daniel Villeneuve
- Musique : Marc Ouellette et Claude Castonguay
- Pays d'origine :  Canada
- Langue originale : anglais
- Durée : 113 minutes

## Distribution
- Jodi Lyn O'Keefe[2] (VF : Barbara Delsol ; VQ : Geneviève Désilets) : Emily Bennett
- Peter Stebbings[2] (VF : Éric Legrand ; VQ : Jean-François Beaupré) : Andrew James Gray
- David Orth (VF : Arnaud Arbessier ; VQ : François Trudel) : Warren Morrow
- Ray Galletti (VF : Julien Chatelet ; VQ : Frédéric Paquet) : inspecteur Costa
- James A. Woods (en) (VF : Mathias Kozlowski ; VQ : Alexandre Fortin) : Justin Reynolds
- Miranda Handford (VF : Agnès Cirasse ; VQ : Christine Séguin) : Karen Sanders
- Caroline Redekopp (VF : Françoise Cadol) : inspecteur Nolan
- Thomas Vallières (VQ : Laurent-Christophe De Ruelle) : Josh Williams
- Melanie St-Pierre (VF : Dorothée Pousséo ; VQ : Magalie Lépine-Blondeau) : Amy Stewart
- Lois Dellar (VF : Maïté Monceau) : la principale Walters
- Luca Palladini : Ryan

 Source et légende : version française (VF) sur RS Doublage. et selon le carton du doublage français télévisuel ; version québécoise sur Doublage.qc.ca.